# Gianfranco Bedin
Gianfranco Bedin (nascido em 24 de julho de 1945) é um ex-futebolista italiano que jogou como um meio-campista defensivo. Bedin começou sua carreira na Inter de Milão, jogando pelo time por uma década. Ele fazia parte do time que ganhou a Liga dos Campeões 1965.
Ele também jogou por Sampdoria, Varese, Livorno e Rondinella. A nível internacional, ele também jogou 6 jogos com a seleção italiana de futebol entre 1966 e 1972.  

## Carreira
Nascido em San Donà di Piave, Bedin é lembrado principalmente pelo futebol que ele jogou na Inter de Milão, de 1964 a 1974, como membro da "Grande Inter" de Helenio Herrera. 
Ele jogou 310 jogos pela Inter de Milão, ganhando três títulos da Serie A, a Liga dos Campeões e duas Copas Intercontinentais.
Mais tarde, ele também jogaria pela Sampdoria (1974-78), Varese (1978-79), Livorno (1979-80) e Rondinella (1980-81), antes de se aposentar em 1981.    

## Na Seleção
Bedin também representou a equipe nacional da Itália, fazendo 6 aparições entre 1966 e 1972, apesar de seu sucesso na Inter de Milão, ele nunca representou a Itália em um grande torneio internacional. 

## Estilo de Jogo
Bedin era conhecido em particular por sua antecipação, resistência, marcação e capacidade de ler o jogo como meio-campista defensivo, o que permitiu que ele apoiasse os companheiros de equipe criativos e ofensivos.
Bedin era um jogador moderno, ele também era capaz de começar o ataque depois de roubar a bola.

## Títulos
Inter de Milão
- Serie A : 1964-65, 1965-66 e 1970-71
- Liga dos Campeões: 1964-65
- Copa Intercontinental: 1964 e 1965